# Verdensreligion
Med en verdensreligion menes en religion som har et stort antal tilhængere, og som er bredt over et stort geografisk område. De religioner, som opfylder disse betingelser, er følgende:
- Kristendom
- Jødedom
- Islam
- Hinduisme
- Buddhisme
- Taoisme
- Konfucianisme

De tre store monoteistiske verdensreligioner er kristendommen, jødedommen og islam.
Baha'i og sikhismen har også fået stor spredning, så de undertiden også bliver regnet som verdensreligioner. 
De seks største religioner i dag efter antal tilhængere er kristendom, islam, hinduisme, buddhisme, sikhisme og jødedom.